# Judith Durham
Judith Durham (født Judith Mavis Cock 3. juli 1943, død 5. august 2022 i Melbourne) var en singer-songwriter og musiker, der i 1963 blev forsanger i den populære australske folkrock-gruppe The Seekers. Gruppen med Durham i front blev senere den første australske popgruppe, der opnåede større kommerciel succes i Storbritannien og USA. Gruppen har solgt mere end 50 mio. plader. Durham forlod gruppen i 1968 for at koncentrere sig om en solokarriere, hvorefter The Seekers blev opløst. 
Durham blev gift med Ron Edgeworth 21. november 1969, hvorefter de fortsatte som gruppe, hvor han spillede piano og hun sang. I 1990 blev Durham, Edgeworth og deres manager Peter Summers involveret i en alvorlig trafikulykke. Føreren af den anden bil døde. Durham brækkede et ben og et håndled. Edgeworth døde 10. december 1994.
I 1993 begyndte Durham at foretage sporadiske indspilninger og optrædener med et gendannet The Seekers, men fortsatte dog sin karriere som soloartist. 
Hun blev i maj 2013 under en turne med The Seekers ramt af en hjerneblødning. 
Durham døde den 5. august 2022 af lungesygdommen bronkiektasi.